# Коллективный разум (телесериал)
«Коллекти́вный ра́зум» (англ. Wisdom of the Crowd) — американский драматический телесериал, премьера которого состоялась на телеканале CBS.
27 ноября 2017 года CBS принял решение не продлевать сериал на полный первый сезон из-за низких рейтингов и обвинений Джереми Пивена в предполагаемых случаях сексуального домогательства.

## Сюжет
Когда у гениального изобретателя Джеффри Таннера (Пивен) погибает дочь, он решает начать собственное расследование, создав краудсорсинговый узел для привлечения к делу талантливых людей в самых разных областях.

## В ролях
- Джереми Пивен — Джеффри Таннер
- Моника Поттер — Алекс Хейл
- Ричард Т. Джонс — детектив Томми Кавана
- Наталия Тена — Сара Мортон
- Блейк Ли — Джош Новак
- Джек Мэттьюс — Тарик Бакари

## Критика
«Коллективный разум» получил смешанные и негативные отзывы критиков. На сайте-агрегаторе Rotten Tomatoes сериал получил 24 % «свежести» на основе 21 отзыва. На Metacritic сериал набрал 36 баллов из ста, что основано на 16-ти «в общем отрицательных» рецензиях.